# Río Valeriano
El río Valeriano es un curso natural de agua que nace en las cercanías del paso homónimo en la frontera internacional de la Región de Atacama y fluye hasta desembocar en el río Laguna Chica que forma parte de la cuenca alta del río Huasco.

## Trayecto
Tras su nacimiento corre por un cajon muy escaso de pasto, pasa por la laguna Valeriano y finalmente desemboca en el río Laguna Chica.: 918 

## Historia
Francisco Astaburuaga escribió en 1899 en su obra póstuma Diccionario geográfico de la República de Chile sobre el río:
Valeriano (Riachuelo de).-—Corto curso de agua procedente de los Andes en la parte oriental del departamento de Vallenar. Baja hacia el O. á morir en el río de los Naturales á la inmediación de donde éste recibe el Chollay.
En 1924, Luis Risopatrón lo describió en su Diccionario jeográfico de Chile:: 918 
Valeriano (Río de). Nace en las cercanías del paso del mismo nombre, corre hácia el N en un cajón mui escaso de pasto, pasa por la laguna de trasmisión de la misma denominación, se encorva hacia el W i se junta con el río de la Laguna Grande, para formar el Conai, del de El Tránsito.